# Pseudohippopsis ituriensis
Pseudohippopsis ituriensis är en skalbaggsart som beskrevs av Stefan von Breuning 1971. Pseudohippopsis ituriensis ingår i släktet Pseudohippopsis och familjen långhorningar. Inga underarter finns listade i Catalogue of Life.